# Impatiens kilimanjari
Espèce
Classification phylogénétique
Impatiens kilimanjari est une espèce de plante à fleurs du genre Impatiens (les Impatientes) et appartenant à la famille des Balsaminacées. Elle est endémique de la forêt pluviale du Kilimandjaro.